# Steinkonservierung
Unter dem Begriff Steinkonservierung werden Maßnahmen verstanden, die dem Zweck dienen, den Zustand eines verwitterten oder auf sonstige Weise geschädigten Kunst- und Natursteins zu bewahren, zu erhalten bzw. konservieren. Die Verwitterung ist fast immer das Ergebnis einer chemischen und physikalischen Wechselwirkung von Wasser mit den gesteinsbildenden Mineralen bzw. deren Gefüge.
Eine Steinkonservierung dient vorrangig dem Ziel
- das Eindringen von Wasser in den Stein zu vermeiden oder zu begrenzen,
- schädigende Substanzen aus dem Stein zu entfernen und den weiteren Zutritt zu vermeiden oder zu begrenzen und
- einen gegebenenfalls eingetretenen Festigkeitsverlust durch Zuführung von Bindemittel auszugleichen.

Auch die Ergänzung von verlorengegangener Steinsubstanz durch Steinersatzmasse kann eine konservierende Wirkung auf den darunterliegenden Stein haben.
Da überwiegend die verwitternden Oberflächen aus weichen Sandsteinen sowie kalkgebundenen oder gipshaltigen Natursteinen gefestigt und vor weiterer Verwitterung und Erosion geschützt werden müssen, wird der Arbeitsbereich häufig auch verkürzend unter dem Begriff Natursteinkonservierung zusammengefasst.
Abhängig von der Art des zu konservierenden Natursteins können sehr unterschiedliche Maßnahmen und Methoden angewandt werden.
Wesentliche Arbeitsschritte bei der Konservierung von Naturstein sind
- das Verschließen von Rissen,
- der Ausgleich von Substanzverlust durch Erosion oder Ausbrüche,
- die Folgen einer Schalenbildung durch Injektagen zu begrenzen,
- den Stein durch Tränkung zu Konsolidieren und gegebenenfalls zu Hydrophobieren.

Das Schließen von Rissen und Ausbrüchen ist für den langfristigen Erhalt von bewittertem Steinmaterial essentiell und verursacht meist auch den größten Aufwand. Bei Sandstein werden als Bindemittel für Festigung und Steinersatzmörtel derzeit überwiegend Kieselsolen eingesetzt.
Die Steinkonservierung besitzt eine lange Tradition, wenn sich auch die verwendeten Mittel und Applikationstechniken weiterentwickelt haben. Bei der Bewahrung und Schutz von Kulturgut aus Naturwerkstein durch konservierende Maßnahmen muss beachtet werden, dass sich insbesondere die Eigenschaften poröser Steine durch die Applikation von Konservierungsmitteln irreversibel verändern und dabei auch unerwünschte (Neben-)Wirkungen auftreten können.
Im Folgenden werden schwerpunktmäßig Methoden der Konsolidierung dargestellt.

## Kieselsäureester-Festigung
Gegenwärtig wird insbesondere die Festigung verwitterter Gesteinsoberflächen mit Kieselsäureester praktiziert. Der Kieselsäureester wird mit einer Injektionsspritze, einem Pinsel oder einer Kompresse auf die Gesteinsoberfläche gebracht, dringt in das oberflächennahe Porengefüge des Steins ein und hydrolysiert dort unter Reaktion mit der Feuchte im Gestein zu amorpher Kieselsäure. Dieses Kieselgel verbleibt als dünner Film im Porenraum und festigt absandende und abschuppende Gesteinsoberflächen sedimentärer Gesteine.
Tiefergehende Schäden wie Rissbildungen oder sich von der Oberfläche ablösende Schalen können durch Tränkung mit Kieselsäureester allein meist nicht ausreichend behandelt werden. Hier werden aufwendigere Maßnahmen wie das Verfüllen der Risse und das Hinterfüllen der Schalen mit materialangepassten Mörteln erforderlich. Kieselsäureester oder ein Kieselsol werden hierbei auch als Bindemittel der Ergänzungs- und Hinterfüllmörtel verwendet.
Bei der Kieselsäureesterfestigung ist auf eine ausreichende Eindringtiefe und die Bildung eines ausgeglichenen Festigkeitsprofils im Steinquerschnitt zu achten. Die Eindringtiefe hängt von der Applikationstechnik sowie insbesondere auch davon ab, wie saugfähig das Material aufgrund seiner Kapillarität ist. Bei sehr feinporigen Gesteinen mit einem mittleren Porenradius < 1 µm beträgt die Eindringtiefe nur wenige Millimeter, während sie bei großporigen Gesteinen (> 5 µm) einige Zentimeter betragen kann. Reicht die verwitterte Zone tiefer in den Stein als die Eindringfront des Kieselsäureesters, so bildet sich eine harte, äußere Schale auf einer schwach verfestigten Zone, die insbesondere durch Wärmedehnung und Quellung zur Sollbruchstelle werden kann.

## Acrylharzvolltränkung
An Steinen, die demontiert werden können, wird seit über 30 Jahren die Acrylharz-Volltränkung angewendet, bei der die problematische Schalenbildung nicht auftritt. In großen Autoklaven wird mit Unterstützung von Unter- und Überdruck monomeres Methylmethacrylat (MMA) in das zuvor vollständig ausgetrocknete Porensystem eingebracht. Nach einer möglichst vollständigen Durchdringung wird das MMA durch Wärmezufuhr polymerisiert, so dass sich im Porensystem PMMA (Acrylglas, Plexiglas) bildet. Durch Haftvermittler wird eine gute Verbindung mit der Porenwandung sowie eine hohe und über den Querschnitt des Gesteins gleichmäßige Festigkeit erzielt. Der Stein kann kein flüssiges Wasser mehr aufnehmen.
Nach anfänglich aufgetretenen Problemen, atwa aufgrund unzureichender vorheriger Trocknung, hat sich das Verfahren inzwischen für zahlreiche, keinesfalls aber alle Gesteinsarten, die Feuchtigkeit aufnehmen und damit witterungsanfällig sind, bewährt.
Das Verfahren wurde aufgrund des starken Eingriffs in die Gesteinssubstanz in der Anfangsphase ausschließlich als letztes Mittel bei anders nicht mehr zu rettenden Objekten eingesetzt. Diese Einschränkung ist inzwischen weitgehend aufgehoben.
Eine besondere Bedeutung kommt dem Verfahren bei statisch gefährdeten Objekten zu (z. B. dem Wendelstein von Schloss Hartenfels in Torgau).
Geringfeste Natursteine mit hohem Porenvolumen, beispielsweise Weiberner Tuff, sind aufgrund einer hohen Wahrscheinlichkeit von Folgeschäden in Form von Rissbildungen für eine Acrylharzvolltränkung nicht geeignet. Eine prophylaktische Anwendung dieses Verfahrens sollte unterbleiben.

## Minimalinvasive Acrylharzvolltränkung AVT X
In einer neuerlichen Weiterentwicklung wird die Acrylharzvolltränkung mittlerweile mit variablem Anteil von polymerisierbarem Bindemittel durchgeführt. Zu der alten Bezeichnung AVT (AcrylharzVollTränkung) kommt das Suffix „+X%“. Eine AVT50 hat also einen 50%igen Anteil polimerisierbaren MMAs. Derzeit zum Einsatz kommen für Sandstein und Marmor AVT90 bis AVT20, vornehmlich aber AVT50. Der entscheidende Unterschied zur klassischen Acrylharzvolltränkung ist, dass die Steinpore nicht mehr vollständig verfüllt und verschlossen, sondern lediglich mit einem dünnen PMMA Film ausgekleidet wird. Die an der Porenwand anhaftende Filmstärke variiert mit dem polymerisierbaren Anteil.
Die thermische Dehnung des gefestigten Gesteins entspricht weitgehend der des ungefestigten Gesteins. Das Porenvolumen verkleinert sich je nach Gesteinsart und Filmstärke und die Wasseraufnahme ist dementsprechend reduziert. Eine Wiederbehandelbarkeit mit konventionellen restauratorischen Mitteln und Maßnahmen ist vollständig gegeben.

## Vollkonservierung mit funktionellen Silanen
Als Ergänzung zur vorher beschriebenen Acrylharzvolltränkung gibt es ein neueres Verfahren der Vollkonservierung strukturgeschädigter Objekte mit einem mineralischen Festigungsmittel. Die „Vollkonservierung mit funktionellen Silanen“ kann nur an abbaubaren und mobilen Sandsteinobjekten durchgeführt werden, da auch hier große druck- und vakuumfähige Autoklaven benötigt werden. Mit dem Konzept der Vollkonservierung wird einer Grenzflächenbildung zwischen gefestigten und ungefestigten Bereichen entgegengewirkt. Da das Festigungsmittel aus einer Mischung funktioneller Organoalkoxysilane besteht, die an silikatischen Oberflächen chemisch anbinden kann, eignet es sich zur Festigung von Sandsteinen, nicht aber zur Festigung von calcitischen Gesteinen wie z. B. Marmor. Das Festigungsmittel wird monomer in den Stein eingebracht und im Porenraum durch Hydrolyse und Polykondensation zu einem stabilen Polysiloxanfilm auspolymerisiert. Es wird dabei lediglich die innere Oberfläche der Gesteinsporen beschichtet. Der Porenraum an sich bleibt offen.
Die Abfolge der Vollkonservierung mit funktionellen Silanen:
- Konditionierung des Steins: Der Stein wird konditioniert werden um den Porenraum für die Aufnahme des Festigungsmittels vorzubereiten. Er muss jedoch nicht vollständig getrocknet werden, da das Festigungsmittel Feuchtigkeit zum Reagieren benötigt.
- Tränkung: Der konditionierte Stein wird in einer Tränkwanne gelagert. Die Tränkwanne wird im Druck-/Vakuum-Autoklaven mit dem Tränkmedium geflutet und unter Vakuum gesetzt. Luft entweicht aus dem Stein. Es folgt eine Druckphase die das Tränkmedium in den Stein transportiert. Nach mehreren Druck-/Vakuum-Phasen wird der Stein aus dem Tränkmedium entnommen.
- Ausreaktion: Die Ausreaktion findet unter kontrolliertem feucht-warmen Klima statt. Zusätzlich wird der Umgebungsdruck dem Reaktionsverlauf angepasst. Die vollständige Reaktion dauert, je nach Art und Format des Substrats 14 Tage bis 3 Wochen.
- Restaurierung: Alle konventionellen restauratorischen Maßnahmen können ohne Einschränkungen an den gefestigten Stücken durchgeführt werden.
- Reversibilität und Wiederbehandlung: Grundsätzlich ist keine Konservierungsmaßnahme vollständig reversibel. Von höherer Bedeutung ist heute die „Wiederbehandelbarkeit“[3]. Die „Wiederbehandelbarkeit“ ist nach der Vollkonservierung mit funktionellen Silanen vollständig gegeben. Da der Porenraum nicht verfüllt, sondern nur ummantelt ist, kann eine wiederholte Festigung mit dem gleichen System, in späterer Zeit mit anderen, neuen Festigungsmitteln aber auch mit der vorher erwähnten Acrylharzvolltränkung durchgeführt werden.

## Hydrophobierung
Als eine schonende – weil „nur“ wasserabweisende – Konservierungsmaßnahme ist lange Zeit die Hydrophobierung angesehen worden. Der Hinweis, dass der Stein weiterhin „atmen“ könne, hat den Blick auf die Probleme verschlossen, die hinter der hydrophobierten Schicht auftreten können. Die Hydrophobierung wirkt nicht nur von außen nach innen, sondern auch von innen nach außen. Das bedeutet, dass das im Stein befindliche Wasser den Stein durch diese Schicht nur über die Dampfphase verlassen kann. Hinter dieser Schicht kann es somit zu einem Wasserstau und bei salzbelasteten Steinen zu einer Salzkonzentration kommen. Die Hydrophobierung erfordert deshalb eine sehr umfangreiche Voruntersuchung auf Eignung des Gesteins und des individuellen Einsatzortes, um Schäden durch Frost und Salzbelastung auszuschließen.
Verschiedene Steinvarietäten, insbesondere die rheinischen Tuffe, aber auch Backsteine bzw. Ziegel zeigen sehr häufig auf die Hydrophobierung zurückzuführende Folgeschäden in Form von Schalenbildungen von der Stärke der von der Hydrophobierung erfassten Gesteinsoberfläche. Voraussetzung für eine erfolgreiche Konservierungsmaßnahme ist die Aufnahmefähigkeit des zu behandelnden Gesteins für das angebotene Konservierungsmittel. So nehmen sehr feinporige Gesteine u. U. nur das Lösungsmittel auf, während an der Oberfläche eine Ablagerung des Wirkstoffes festzustellen ist. Die Eignung des Konservierungsmittels für das jeweilige Gestein (oder umgekehrt des Gesteins für ein ansonsten bewährtes Konservierungsmittel) ist deshalb von Fall zu Fall zu prüfen, nicht zuletzt im Hinblick auf den vorliegenden Verwitterungszustand und eventuell früher durchgeführter Maßnahmen. Zu prüfen ist aber auch die Aufnahmebereitschaft des Kapillarsystems. Eine mit Wasser gefüllte Pore kann kein Konservierungsmittel aufnehmen. Die In-situ-Behandlung stößt hier an natürliche, physikalische Grenzen.
Die hier formulierten Schadensbilder und Einschränkungen reflektieren allerdings Erfahrungen, welche nur noch bedingt auf den heutigen Stand der Technik übertragbar sind, da moderne Rohstoffe und weiterentwickelte Hydrophobierungsmittel ebenfalls vielfach zusätzlich imprägnierend wirken und durch die damit verbundene Tiefenwirkung langfristig wirksam sind. Bestimmte Natursteine und insbesondere Betone werden auf diese Weise geschützt und entsprechend hat sich eine hierauf spezialisierte Zulieferer- und Verarbeiterindustrie entwickelt und etabliert. Aufgrund der Vielzahl von Rohstoffen bzw. daraus formulierten Hydrophobierungsmitteln und der daraus resultierenden Unübersichtlichkeit des Angebotes, ist in jedem Falle aber notwendig, dass sowohl Anwender, als auch Anbieter von Hydrophobierungsmitteln die Eignung des Untergrundes bzw. des hierfür vorgesehenen Hydrophobierungsmittels gewissenhaft in Vorversuchen individuell prüfen. Diese Voraussetzung ist nicht immer gegeben, was aber nicht im Umkehrschluss dazu führen sollte Hydrophobierungsprodukte pauschal mit Schadensbildern zu assoziieren. Dem gegenüber stehen eine Vielzahl von auch langfristig erfolgreich hydrophobierten Bauvorhaben im In- und Ausland.

## Biologische Verfahren
Eine ungewöhnliche neue Methode wurde jüngst am Mailänder Dom ausprobiert. Eine Forschergruppe unter Leitung der Mikrobiologin Francesca Cappitelli ließ an zwei verschiedenen verwitterten Stellen zwei Verfahren gegeneinander antreten, die man unter der Überschrift „Chemie gegen Biologie“ zusammenfassen kann. Der Einsatz von Mikroben der Art Desulfovibrio vulgaris erwies sich als die schonendere Methode. Sie reinigten die dunkle, gipshaltige Kruste des Marmors gleichmäßig und rückstandsfrei.

## Sonstige Verfahren
Sowohl mit Kalkwasser als auch mit Barytwasser wurde versucht, mürbe Natursteine oder Putzmörtel zu festigen, indem die Lösung in das Kapillarsystem eingebracht wurde, damit die Fällungsprodukte das Korngerüst stabilisierten. 

Es wurde jedoch wissenschaftlich belegt, dass, sofern überhaupt ein Festigkeitszuwachs stattfindet, dieser vorwiegend auf einer Umlagerung von noch im Mörtel vorhandenem Calciumhydroxid zurückzuführen ist, so dass der Effekt auch durch eine einfache Tränkung mit Wasser erreicht werden kann.

## Historische Verfahren
Historisch wurden auch Konsolidierungen bzw. Hydrophobierungen auf der Basis von Leinöl und Harzen vorgenommen, die allerdings bei der weiteren Restaurierung durch den Verschluss des Porensystems Probleme aufwerfen.
Gebräuchlich war auch das Fluatieren von Natursteinen.
Aus der Silikatfarbentechnologie kommend wurde in den 1960er Jahren das 'Hermetique-Verfahren' angewendet. Es bestand aus einer Ätzung mit Flusssäure, einer Festigung mit Wasserglas, abschließend womöglich noch eine Behandlung mit Silikonölen oder Harzen. Dies führte jedoch in der Regel zu einer tief reichenden Entfestigung durch die Flusssäure bis in eine Tiefe, die durch das Wasserglas nie erreicht werden konnte, was dann zur Schalenbildung führt.